# Isodontia elsei
Isodontia elsei är en biart som beskrevs av Hensen 1991. Isodontia elsei ingår i släktet Isodontia och familjen grävsteklar. Inga underarter finns listade i Catalogue of Life.